# Legea privind tinerii infractori

Legea privind tinerii infractori (YOA; în franceză Loi sur les jeunes contrevenants; în engleză Young Offenders Act) a fost o lege a Parlamentului Canadei, căreia i s-a acordat acordul regal în 1982 și a intrat în vigoare pe 2 aprilie 1984 și care reglementa urmărirea penală a tinerilor canadieni. Legea a fost abrogată în 2003 odată cu adoptarea Legii privind justiția penală pentru tineri.
Legea stabilea vârsta răspunderii penale la nivel național la 12 ani și spunea că tinerii pot fi urmăriți penal numai dacă încalcă o lege a Codului penal (anterior, tinerii puteau fi urmăriți penal sau pedepsiți doar pe motivul că era în interesul superior al acestora).
Legea a indicat, de asemenea, că drepturile stabilite în Carta Canadiană a Drepturilor și Libertăților se aplică și tinerilor.
Controversele au amânat adoptarea legii timp de mai mulți ani. Mulți au considerat că limita maximă prevăzută de lege de trei ani de detenție pentru tineri era prea laxă și le permitea tinerilor să primească pedepse prea ușoare pentru crimă sau agresiune sexuală. Acest maxim a fost majorat în mod repetat până când, în 1996, a fost prelungit la maximum zece ani. În același an, a fost adoptată și o prevedere care să permită ca tinerii de 16 ani să fie judecați ca adulți în anumite cazuri. Criticii au susținut că acest lucru a fost prea dur, deoarece i-a făcut pe tineri pasibili ai condamnării pe viață.
Legea a atras, de asemenea, multe critici din partea opiniei publice pentru că nu urmărea penal tinerii infractori de sub vârsta de 12 ani și pentru că interzicea publicarea identităților tinerilor care comit acte criminale, susținându-se că atât numărul infracțiunilor violente comise de tineri, cât și numărul de recidiviști a crescut dramatic de la data adoptării legii. Cererile populației canadiene pentru schimbări în abordarea criminalității în rândul tinerilor, în special ca urmare a bătăii și a tentativei de omor din 1999 a lui Jonathan Wambach, în vârstă de 15 ani, în Newmarket, Ontario, de către o bandă de adolescenți, a dus la introducerea Legii privind justiția penală pentru tineri care a înlocuit Legea privind tinerii infractori.
Această lege a înlocuit legea anterioară, a minorilor delincvenți, adoptată în 1908.